# Josef Hůla
Josef Hůla (5. června 1873 Rakovník – 4. dubna 1943 Praha) byl rakousko-uherský, český a československý železniční odborník, úředník a politik, za první republiky krátce ministr železnic.

## Biografie
Vystudoval reálku a pak českou techniku v Praze. Nastoupil k železničním drahám v alpských zemích. Podílel se na rekonstrukci Arlberského železničního tunelu. Teoreticky rozpracoval zabezpečení železničních drah proti sněhu a lavinám. Od roku 1898 pracoval v rakouských státních drahách. V roce 1906 nastoupil na Generální inspekci drah ve Vídni. Za války působil v železniční správě na východní frontě. 28. října 1918 se nacházel ve Lvově. Počátkem listopadu 1918 se vrátil do nově vzniklého Československa. Roku 1918 ho Národní výbor československý navrhl na ministerstvo železnic v Praze. Byl členem komitétu pro vybudování tohoto ministerstva a stal se přednostou oddělení VI-2 (služba dopravní a staniční). V roce 1919 se stal ministerským radou. Zastupoval Československo na mezinárodních konferencích, publikoval odborné práce o správě železnic a články v odborném i denním tisku. V roce 1931 zpracoval memorandum na reformu československých železnic.
Od dubna do října 1932 zastával post ministra železnic v druhé vládě Františka Udržala. Do funkce ministra byl jmenován jako nestranický odborník a jeho nástup na tento post byl kritizován částí politické scény.